# Cámara Oscura, Edimburgo

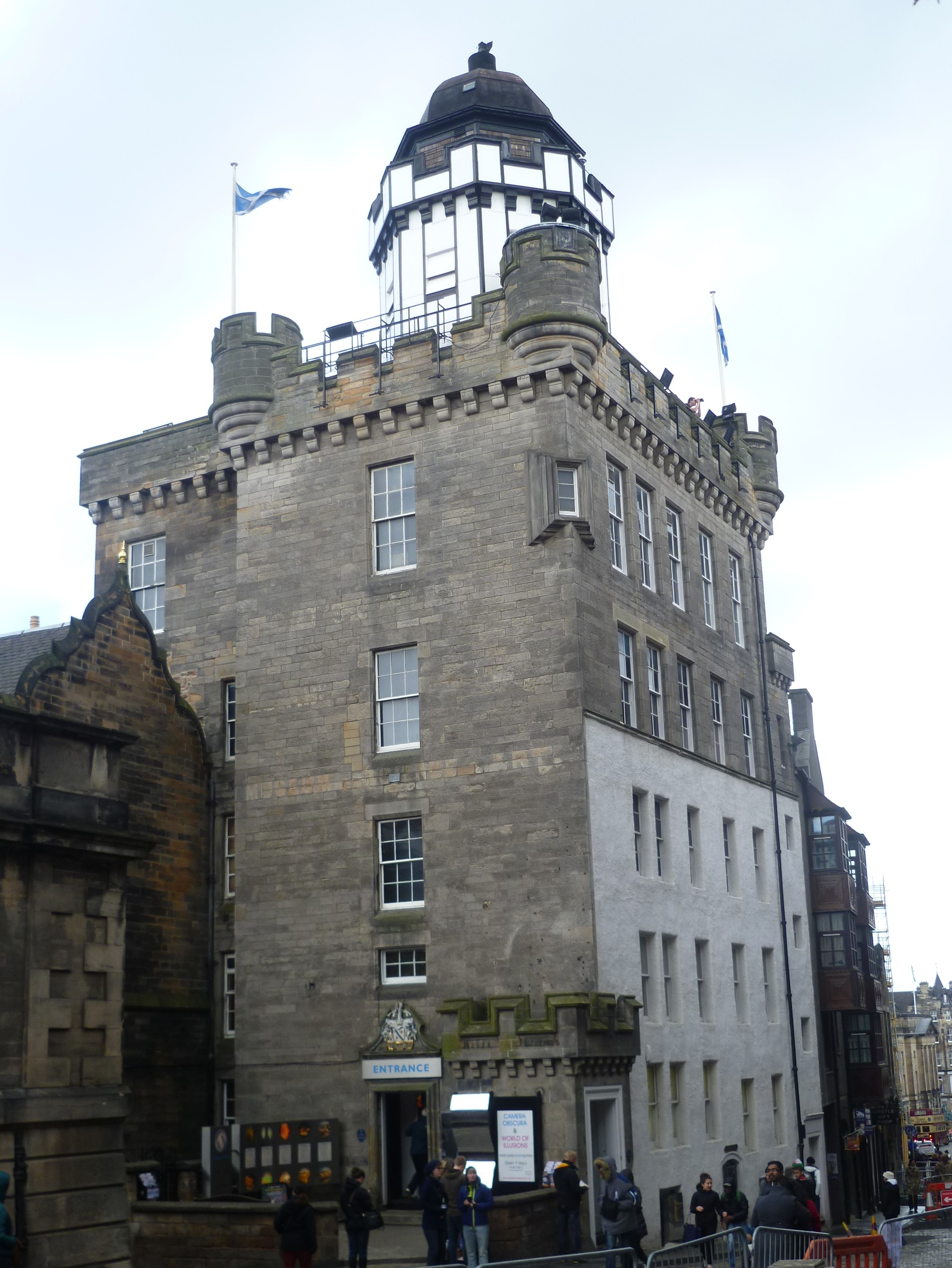
Torre Outlook, Castlehill, Edimburgo

Camera Obscura & World of Illusions es una atracción turística ubicada en Outlook Tower en la sección Castlehill de la Royal Mile, cerca del Castillo de Edimburgo. La atracción original fue fundada por la empresaria Maria Theresa Short en 1835 y se exhibió en Calton Hill. Outlook Tower ha sido un museo desde finales de la década de 1890 y actualmente alberga muchas exhibiciones interactivas, incluida la Cámara Oscura original. 

## La Torre hoy: la cámara oscura y el mundo de las ilusiones
La torre, con sus seis pisos de exposiciones interactivas, todavía está abierta al público, lo que la convierte en la atracción construida expresamente más antigua de la ciudad de Edimburgo y una de las más antiguas del Reino Unido. Hoy en día se hacen referencias pasajeras a Maria Short y Patrick Geddes en la presentación en el último piso, donde todavía se utiliza la cámara oscura para proyectar un recorrido "virtual" por la ciudad para los visitantes, y también en la terraza de la azotea con vistas a Edimburgo. y telescopios. Los pisos debajo de la Cámara Oscura albergan el "Mundo de las ilusiones", que ofrece exhibiciones interactivas que demuestran aspectos de las ilusiones ópticas, la luz y el color . También hay rompecabezas, un laberinto de espejos y un túnel de vórtice . Aunque el proyecto es principalmente una atracción turística, también sirve como centro de aprendizaje sobre ilusiones ópticas, hologramas, los orígenes de la fotografía y sobre la propia Edimburgo.

## Otras torres de Outlook y cámaras oscuras
El concepto de Outlook Tower se probó en otros lugares. Cuando a la edad de 70 años, Patrick Geddes se mudó a Montpellier, Francia, donde se compró un terreno en una colina con vista a la ciudad, construyó una casa e incorporó otra Torre Outlook. La casa se convirtió en el Colegio Escocés ( Collège des Écossais ). Hay una torre de cámara oscura en funcionamiento ne otras ciudades como: (el Observatorio Clifton ) en Bristol, Inglaterra, también otras en Aberystwyth en Gales y en Kirriemuir, Dumfries y la montaña Cairngorm, Escocia.